# Macerie prime
Macerie prime è un fumetto di Zerocalcare. L'opera si articola in due volumi: il primo è uscito a fine novembre 2017, il secondo è uscito il 7 maggio 2018 da BAO Publishing.
La storia racconta, con toni autobiografici, il fallimento della generazione degli anni 1980, simbolicamente rappresentabile, secondo l'autore, come "un cumulo di macerie".

## Trama
In occasione del matrimonio di Cinghiale, Zerocalcare incontra il gruppo completo dei suoi amici di sempre. 
Tutti sono cresciuti e cambiati, la realtà li ha profondamente allontanati dai loro desideri e dai loro sogni.
Insieme proveranno a scrivere un progetto, che sperano li possa aiutare a vivere meglio il futuro.
Allo stesso tempo, affronteranno le delusioni e la vita di tutti i giorni, le difficoltà di diventare adulti al tempo del precariato istituzionalizzato.

## Edizioni
- Zerocalcare, Macerie prime, vol. 1, Milano, Bao Publishing, 14 novembre 2017,  p. 272, ISBN 9788865439760.
- Zerocalcare, Macerie prime – Sei mesi dopo, vol. 2, Milano, BAO Publishing, 2017,  p. 192, ISBN 9788832730760.